# بخش جینکوهی
بخش جینکوهی (به لاتین: Jinkouhe District) یک منطقهٔ مسکونی در چین است که در لیشان واقع شده‌است. بخش جینکوهی ۵۹۸ کیلومتر مربع مساحت دارد.